# 9927 Tyutchev

9927 Tyutchev

9927 Tyutchev eller 1981 TW1 är en asteroid i huvudbältet som upptäcktes den 3 oktober 1981 av den rysk-sovjetiska astronomen Ljudmila Karatjkina vid Krims astrofysiska observatorium på Krim. Den är uppkallad efter den ryske diktaren Fjodor Tiuttjev.
Asteroiden har en diameter på ungefär två kilometer.